# Pilea luzonensis
Pilea luzonensis är en nässelväxtart som beskrevs av Elmer Drew Merrill. Pilea luzonensis ingår i släktet pileor, och familjen nässelväxter. Inga underarter finns listade i Catalogue of Life.